# Папська комісія у справах держави-міста Ватикан
Па́пська комі́сія у спра́вах держа́ви-мі́ста Ватика́н — законодавчий орган Ватикану. Комісія складається з кардиналів, яких призначає на п'ятирічний термін Папа Римський.
Закони й установи, що пропонує Комісія мають бути представлені Папі Римському через Державний секретаріат Ватикану, перед тим як будуть оприлюднені й наберуть сили. Закони, установи й інструкції, які приписує Комісія, видаються в Акті Acta Apostolicae Sedis.
Комісію очолює голова (тепер - сестра Раффаелла Петріні).

## Члени Папської комісії
- сестра Раффаелла Петріні — голова;
- кардинал Кевін Фаррелл;
- кардинал Клаудіо Ґуджеротті;
- кардинал Артур Рош;
- кардинал Леонардо Сандрі;
- кардинал Лазарус Ю Хин Сік
- вакантне місце

## Виноски
1. 1 2  Іван-Павло II (26 грудня, 2000). Основний Закон держави-міста Ватикан (PDF). Ватикан. Архів оригіналу (PDF) за 23 лютого 2012. Процитовано 12 серпня 2007.
2. ↑  Законодавчі й виконавчі органи. Ватикану. Архів оригіналу за 23 лютого 2012. Процитовано 12 серпня 2007.